# Gökhan Özen

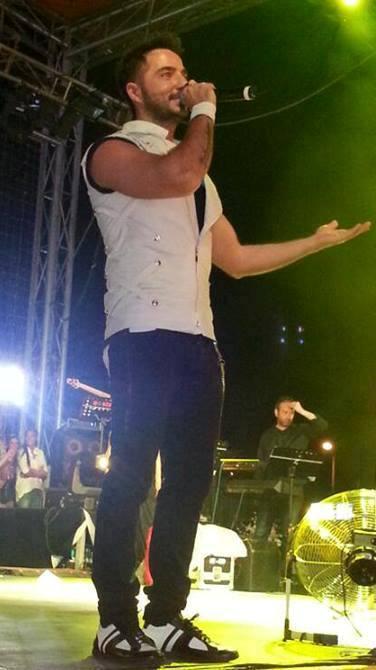
Gökhan Özen (2013)

Ahmet Gökhan Özen (* 29. November 1979 in Ankara) ist ein türkischer Popsänger und Songwriter.

## Biografie
Nach dem Abschluss der T.E.D. High School in Ankara, zog Gökhan Özen nach Istanbul, wo er sich in der Fakultät für ökonomische und administrative Wissenschaften auf der Yıldız Teknik Üniversitesi fortbildete.
Seine musikalische Fortbildung startete er 1986 auf der Polyphonic Choir for Children in der staatlichen Oper- und Ballettanstalt von Ankara.
Im Jahr 2001 gewann er einen Altın Kelebek Award in der Kategorie Bester Newcomer. Im Jahr 2004 wurde er wegen Körperverletzung zu 2 Monaten Gefängnis verurteilt. In seiner bisherigen Musiklaufbahn machte er mit zahlreichen Hits wie Aramazsan Arama, Civciv, Boşver, Benim İçin N'apardın, Tövbeliyim, Vah Vah, Budala oder Benden Sorulur auf sich aufmerksam.

## Diskografie

### Alben
- 2000: Özelsin
- 2001: Duman Gözlüm
- 2003: Civciv
- 2004: Aslında
- 2007: Resimler & Hayaller
- 2008: Bize Aşk Lazım
- 2009: Başka
- 2013: Milyoner
- 2015: Maske
- 2020: Firardayım

### Remix-Alben
- 2002: Duman Gözlüm 2002 Remix

### EPs
- 2005: Kalbim Seninle
- 2023: Demolar 1

### Singles
| - 2000: Üşüyorum - 2000: Dayanamam - 2001: Aramazsan Arama - 2001: Tabir-i Caizse - 2002: Dön Çarem - 2002: Ayaz - 2003: Civciv - 2003: Boşver - 2004: Yalan Mı - 2004: Her Şeyde Biraz Sen Varsın - 2004: Öyle Büyü Ki Kalbimde - 2004: Sana Yine Muhtacım - 2004: Kader Utansın - 2005: Birtanesisin - 2005: Yaşın Tutmaz - 2005: Benim İçin N'apardın - 2005: Kalbim Seninle - 2005: One More Time (Original: Anna Vissi – Ego Moro Mou) - 2007: Tövbeliyim - 2007: Ağlamak Sırayla - 2008: İnkâr Etme - 2008: Vah Vah - 2008: Resimler & Hayaller - 2009: Bize Aşk Lazım - 2009: Teslim Al | - 2009: Sitemkâr - 2010: Aşk Yorgunu - 2010: Ezdirmem - 2010: Daha Erken - 2013: Budala - 2013: İki Yeni Yabancı (Remix) - 2013: Ne Farkeder - 2013: Yıkıl Karşımdan (mit Demet Akalın) - 2014: Nefsi Müdafaa (mit Demet Akalın) - 2014: Benden Sorulur - 2015: Mis - 2016: Eski Defter (Remix) - 2016: Değişir Dünya - 2016: Korkak - 2018: Yanlış Numara - 2020: Firardayım - 2020: Sana Sorsunlar - 2020: İki Kişi - 2021: Bağrında - 2021: Bi Soğuk Bi Sıcak - 2021: Aslan Kızım - 2021: Bu Maymunlar - 2024: Sağım Solum Aşk - 2025: Gülme Sevgilim |

Quelle:

### Songwriting (Auswahl)
- 2014: Aşk Sanmışız (von Tuğba Yurt)
- 2014: İlahi Adalet (von Demet Akalın)
- 2016: Nazar (von Demet Akalın)

## Filmografie
Serien
- 2006: Sevda Çiçeği
- 2007: Selena
- 2007: Yalan Dünya
- 2011: Yıldız Masalı

## Auszeichnungen
- 2001: Altın Kelebek Award in der Kategorie Bester Newcomer